# 孙该
孙该（？—261年），字公达，三国曹魏官员、史学家、文学家、辞赋家，任城郡（治今山东省济宁市东南微山县鲁桥镇）人。

## 生平
孙该年轻时笃志好学，博涉文史典籍，与曹叡、阮籍年辈相近。二十岁时为郡吏上计掾，担任郎中。历曹叡、曹芳、曹髦、曹奂四朝，后升任博士、司徒右长史，转任著作郎，官至陈郡太守。景元二年（261年）于陈郡太守任上去世。与苏林、韦诞、夏侯惠、杜挚齐名。曾与王沈、阮籍、傅玄等一起撰《魏书》，没有传世。他和与刘劭等人同时所著文、赋，流传颇广。文集已佚。《全上古三代秦汉三国六朝文》存其赋二篇：《三公山下神祠赋》、《琵琶赋》。